# Campeonato FIBA Américas Sub-18 de 2010
El Campeonato FIBA Américas Sub-18 de 2010 fue la VII edición del torneo de baloncesto organizado por FIBA Américas el torneo más importante a nivel de Americano para selecciones menores de 18 años. Se realizó en el Bill Greehey Arena en la ciudad de San Antonio en el estado de Texas (Estados Unidos), del 26 al 30 de junio de 2010 y entregó cuatro plazas al mundial de baloncesto sub-18 2010

## Grupo A
|   | Equipo      | Pts | J | G | P | PF  | PC  | Dif |
| - | ----------- | --- | - | - | - | --- | --- | --- |
| 1 | Brasil      | 6   | 3 | 3 | 0 | 232 | 195 | +37 |
| 2 | Canadá      | 5   | 3 | 2 | 1 | 254 | 218 | +36 |
| 3 | Uruguay     | 4   | 3 | 1 | 2 | 183 | 201 | -18 |
| 4 | Puerto Rico | 3   | 3 | 0 | 3 | 190 | 245 | -55 |

| 26 de junio, 13:00                  | Canadá                              | 76 - 52                             | Uruguay                         |  |
| Reporte                             |                                     |                                     |                                 |  |
| Parciales: 21-4, 13-8, 23-23, 19-17 | Parciales: 21-4, 13-8, 23-23, 19-17 | Parciales: 21-4, 13-8, 23-23, 19-17 | Bill Greehey Arena, San Antonio |  |
| Kyle Gregory Wiltjer 14 puntos      | Pts                                 | Iván Sebastián Loriente 18 puntos   | Bill Greehey Arena, San Antonio |  |
| Khem Birch 9 rebotes                | Rebs                                | Mathias Calfani 10 rebotes          | Bill Greehey Arena, San Antonio |  |
| Lukusa Kabongo 3 asistencias        | Asists                              | Luciano Parodi 5 asistencias        | Bill Greehey Arena, San Antonio |  |

| 26 de junio, 15:00                   | Brasil                               | 78 - 53                              | Puerto Rico                     |  |
| Reporte                              |                                      |                                      |                                 |  |
| Parciales: 17-10, 12-18, 26-5, 23-20 | Parciales: 17-10, 12-18, 26-5, 23-20 | Parciales: 17-10, 12-18, 26-5, 23-20 | Bill Greehey Arena, San Antonio |  |
| Lucas Nogueira 20 puntos             | Pts                                  | Gary Browne 13 puntos                | Bill Greehey Arena, San Antonio |  |
| Lucas Nogueira 12 rebotes            | Rebs                                 | Ángel Luis Matias 4 rebotes          | Bill Greehey Arena, San Antonio |  |
| Raulzinho Neto 8 asistencias         | Asists                               | Carmelo Betancourt 4 asistencias     | Bill Greehey Arena, San Antonio |  |

| 27 de junio, 13:00                    | Puerto Rico                           | 83 - 100                              | Canadá                          |  |
| Reporte                               |                                       |                                       |                                 |  |
| Parciales: 20-31, 25-24, 18-19, 20-26 | Parciales: 20-31, 25-24, 18-19, 20-26 | Parciales: 20-31, 25-24, 18-19, 20-26 | Bill Greehey Arena, San Antonio |  |
| Gary Browne 19 puntos                 | Pts                                   | Kyle Gregory Wiltjer 31 puntos        | Bill Greehey Arena, San Antonio |  |
| Christopher Ortiz 7 rebotes           | Rebs                                  | Lukusa Kabongo 10 rebotes             | Bill Greehey Arena, San Antonio |  |
| Carmelo Betancourt 7 asistencias      | Asists                                | Lukusa Kabongo 8 asistencias          | Bill Greehey Arena, San Antonio |  |

| 27 de junio, 15:00                    | Uruguay                               | 64 - 71                               | Brasil                          |  |
| Reporte                               |                                       |                                       |                                 |  |
| Parciales: 14-18, 20-16, 14-14, 16-23 | Parciales: 14-18, 20-16, 14-14, 16-23 | Parciales: 14-18, 20-16, 14-14, 16-23 | Bill Greehey Arena, San Antonio |  |
| Iván Sebastián Loriente 23 puntos     | Pts                                   | Raulzinho Neto 14 puntos              | Bill Greehey Arena, San Antonio |  |
| Mathias Calfani 9 rebotes             | Rebs                                  | Raulzinho Neto 10 rebotes             | Bill Greehey Arena, San Antonio |  |
| Mathias Calfani 1 asistencia          | Asists                                | Raulzinho Neto 6 asistencias          | Bill Greehey Arena, San Antonio |  |

| 28 de junio, 13:00                    | Canadá                                | 78 - 83                               | Brasil                          |  |
| Reporte                               |                                       |                                       |                                 |  |
| Parciales: 16-20, 20-24, 17-15, 25-24 | Parciales: 16-20, 20-24, 17-15, 25-24 | Parciales: 16-20, 20-24, 17-15, 25-24 | Bill Greehey Arena, San Antonio |  |
| Lukusa Kabongo 20 puntos              | Pts                                   | Raulzinho Neto 34 puntos              | Bill Greehey Arena, San Antonio |  |
| Lukusa Kabongo 12 rebotes             | Rebs                                  | Lucas Nogueira 9 rebotes              | Bill Greehey Arena, San Antonio |  |
| Philip Alexander Scrubb 4 asistencias | Asists                                | Raulzinho Neto 7 asistencias          | Bill Greehey Arena, San Antonio |  |

| 28 de junio, 15:00                    | Puerto Rico                           | 54 - 67                               | Uruguay                         |  |
| Reporte                               |                                       |                                       |                                 |  |
| Parciales: 13-14, 12-22, 12-13, 17-18 | Parciales: 13-14, 12-22, 12-13, 17-18 | Parciales: 13-14, 12-22, 12-13, 17-18 | Bill Greehey Arena, San Antonio |  |
| Christopher Ortiz 10 puntos           | Pts                                   | Iván Sebastián Loriente 23 puntos     | Bill Greehey Arena, San Antonio |  |
| Christopher Ortiz 12 rebotes          | Rebs                                  | Mathias Calfani 6 asistencias         | Bill Greehey Arena, San Antonio |  |
| Carmelo Betancourt 8 asistencias      | Asists                                | Alex Nicolás Álvarez 6 asistencias    | Bill Greehey Arena, San Antonio |  |

## Grupo B
|   | Equipo                         | Pts | J | G | P | PF  | PC  | Dif  |
| - | ------------------------------ | --- | - | - | - | --- | --- | ---- |
| 1 | Estados Unidos                 | 6   | 3 | 3 | 0 | 333 | 168 | +165 |
| 2 | Argentina                      | 5   | 3 | 2 | 1 | 227 | 191 | +36  |
| 3 | Islas Vírgenes Estadounidenses | 4   | 3 | 1 | 2 | 201 | 291 | -90  |
| 4 | México                         | 3   | 3 | 0 | 3 | 169 | 280 | -111 |

| 26 de junio, 17:00                  | Argentina                           | 78 - 53                              | México                          |  |
| Reporte                             |                                     |                                      |                                 |  |
| Parciales: 15-6, 20-6, 16-20, 27-21 | Parciales: 15-6, 20-6, 16-20, 27-21 | Parciales: 15-6, 20-6, 16-20, 27-21  | Bill Greehey Arena, San Antonio |  |
| Fernando Podesta 14 puntos          | Pts                                 | Ruben Uzziel Regalado 12 puntos      | Bill Greehey Arena, San Antonio |  |
| Fernando Podesta 10 rebotes         | Rebs                                | Rafael Buelna 9 rebotes              | Bill Greehey Arena, San Antonio |  |
| Patricio Garino 4 asistencias       | Asists                              | Luis Federico Quintero 3 asistencias | Bill Greehey Arena, San Antonio |  |

| 26 de junio, 19:00                      | Estados Unidos                       | 131 - 63                              | Islas Vírgenes Estadounidenses  |  |
| Reporte                                 |                                      |                                       |                                 |  |
| Parciales: 35-8, 27-20, 33-20, 36-15    | Parciales: 35-8, 27-20, 33-20, 36-15 | Parciales: 35-8, 27-20, 33-20, 36-15  | Bill Greehey Arena, San Antonio |  |
| Austin Rivers 18 puntos                 | Pts                                  | Aaron Cottrel Brown 20 puntos         | Bill Greehey Arena, San Antonio |  |
| Quincy Miller 17 rebotes                | Rebs                                 | Charles Llewellyn Pemberton 8 rebotes | Bill Greehey Arena, San Antonio |  |
| Abdul Kehandi-Basit Gaddy 5 asistencias | Asists                               | Kadeem Kish-i Jones 6 asistencias     | Bill Greehey Arena, San Antonio |  |

| 27 de junio, 17:00                   | Islas Vírgenes Estadounidenses       | 50 - 82                              | Argentina                       |  |
| Reporte                              |                                      |                                      |                                 |  |
| Parciales: 12-24, 7-15, 10-26, 21-17 | Parciales: 12-24, 7-15, 10-26, 21-17 | Parciales: 12-24, 7-15, 10-26, 21-17 | Bill Greehey Arena, San Antonio |  |
| Aaron Brown 14 puntos                | Pts                                  | Lucas Machuca 14 puntos              | Bill Greehey Arena, San Antonio |  |
| Charles Pemberton 5 rebotes          | Rebs                                 | Mateo Bolívar 8 rebotes              | Bill Greehey Arena, San Antonio |  |
| Salim Ross 2 asistencias             | Asists                               | Juan Giaveno 5 asistencias           | Bill Greehey Arena, San Antonio |  |

| 27 de junio, 19:00                      | Estados Unidos                      | 114 - 38                            | México                          |  |
| Reporte                                 |                                     |                                     |                                 |  |
| Parciales: 36-6, 25-7, 23-10, 30-15     | Parciales: 36-6, 25-7, 23-10, 30-15 | Parciales: 36-6, 25-7, 23-10, 30-15 | Bill Greehey Arena, San Antonio |  |
| Trevor Cooney 16 puntos                 | Pts                                 | Luis Federico Quintero 7 puntos     | Bill Greehey Arena, San Antonio |  |
| Jereme Richmond 10 rebotes              | Rebs                                | Ruben Uzziel Regalado 4 rebotes     | Bill Greehey Arena, San Antonio |  |
| Abdul Kehandi-Basit Gaddy 4 asistencias | Asists                              | José Alejandro Corral 2 asistencias | Bill Greehey Arena, San Antonio |  |

| 28 de junio, 17:00                    | México                                | 78 - 88                               | Islas Vírgenes Estadounidenses  |  |
| Reporte                               |                                       |                                       |                                 |  |
| Parciales: 18-23, 19-23, 23-20, 18-22 | Parciales: 18-23, 19-23, 23-20, 18-22 | Parciales: 18-23, 19-23, 23-20, 18-22 | Bill Greehey Arena, San Antonio |  |
| Kevin Raul Acosta 22 puntos           | Pts                                   | Aaron Cottrel Brown 39 puntos         | Bill Greehey Arena, San Antonio |  |
| Rafael Buelna 8 rebotes               | Rebs                                  | Merwin Cornelius Potter 10 rebotes    | Bill Greehey Arena, San Antonio |  |
| Luis Federico Quintero 4 asistencias  | Asists                                | Merwin Cornelius Potter 4 asistencias | Bill Greehey Arena, San Antonio |  |

| 28 de junio, 19:00                   | Argentina                           | 67 - 88                             | Estados Unidos                  |  |
| Reporte                              |                                     |                                     |                                 |  |
| Parciales: 16-24, 9-27, 18-28, 24-9  | Parciales: 16-24, 9-27, 18-28, 24-9 | Parciales: 16-24, 9-27, 18-28, 24-9 | Bill Greehey Arena, San Antonio |  |
| Cristian Jose Scaramuzzino 10 puntos | Pts                                 | Quincy Miller 22 puntos             | Bill Greehey Arena, San Antonio |  |
| Mateo Bolívar 5 rebotes              | Rebs                                | Tony Mitchell 9 rebotes             | Bill Greehey Arena, San Antonio |  |
| Juan Giaveno 8 asistencias           | Asists                              | Austin Rivers 3 asistencias         | Bill Greehey Arena, San Antonio |  |

## 5 al 8 lugar
| 29 de junio, 13:00                    | Islas Vírgenes Estadounidenses        | 79 - 87                               | Puerto Rico                     |  |
| Reporte                               |                                       |                                       |                                 |  |
| Parciales: 13-28, 20-19, 17-15, 29-25 | Parciales: 13-28, 20-19, 17-15, 29-25 | Parciales: 13-28, 20-19, 17-15, 29-25 | Bill Greehey Arena, San Antonio |  |
| Aaron Brown 31 puntos                 | Pts                                   | Christopher Ortiz 17 puntos           | Bill Greehey Arena, San Antonio |  |
| Charles Pemberton 11 rebotes          | Rebs                                  | Christopher Ortiz 10 rebotes          | Bill Greehey Arena, San Antonio |  |
| Kadeem Jones 3 asistencias            | Asists                                | Emmanuel Andujar Ortiz 5 asistencias  | Bill Greehey Arena, San Antonio |  |

| 29 de junio, 15:00                   | Uruguay                              | 106 - 63                             | México                          |  |
| Reporte                              |                                      |                                      |                                 |  |
| Parciales: 28-7, 23-14, 23-19, 32-23 | Parciales: 28-7, 23-14, 23-19, 32-23 | Parciales: 28-7, 23-14, 23-19, 32-23 | Bill Greehey Arena, San Antonio |  |
| Iván Sebastián Loriente 26 puntos    | Pts                                  | Juan Alejandro Rangel 25 puntos      | Bill Greehey Arena, San Antonio |  |
| Diego García 7 rebotes               | Rebs                                 | Kevin Raul Acosta 7 rebotes          | Bill Greehey Arena, San Antonio |  |
| Diego García 6 asistencias           | Asists                               | Alejandro Rodríguez 4 asistencias    | Bill Greehey Arena, San Antonio |  |

## Partido por el 7 lugar
| 30 de junio, 13:00                   | México                               | 86 - 89                              | Islas Vírgenes Estadounidenses  |  |
| Reporte                              |                                      |                                      |                                 |  |
| Parciales: 16-24, 16-18, 17-9, 25-23 | Parciales: 16-24, 16-18, 17-9, 25-23 | Parciales: 16-24, 16-18, 17-9, 25-23 | Bill Greehey Arena, San Antonio |  |

## Partido por el 5 lugar
| 30 de junio, 15:00                    | Uruguay                               | 78 - 64                               | Puerto Rico                     |  |
| Reporte                               |                                       |                                       |                                 |  |
| Parciales: 21-19, 18-10, 16-13, 23-22 | Parciales: 21-19, 18-10, 16-13, 23-22 | Parciales: 21-19, 18-10, 16-13, 23-22 | Bill Greehey Arena, San Antonio |  |
| Mathias Calfani 32 puntos             | Pts                                   | Christopher Ortiz 16 puntos           | Bill Greehey Arena, San Antonio |  |
| Mathias Calfani 14 rebotes            | Rebs                                  | Emmanuel Andujar 8 rebotes            | Bill Greehey Arena, San Antonio |  |
| Diego García 5 asistencias            | Asists                                | Carmelo Betancourt 3 asistencias      | Bill Greehey Arena, San Antonio |  |

## Fase final

### Semifinal
| 29 de junio, 17:00                   | Brasil                               | 70 - 56                              | Argentina                       |  |
| Reporte                              |                                      |                                      |                                 |  |
| Parciales: 8-15, 14-11, 20-19, 28-11 | Parciales: 8-15, 14-11, 20-19, 28-11 | Parciales: 8-15, 14-11, 20-19, 28-11 | Bill Greehey Arena, San Antonio |  |
| Lucas Nogueira 16 puntos             | Pts                                  | Patricio Garino 10 puntos            | Bill Greehey Arena, San Antonio |  |
| Lucas Nogueira 12 rebotes            | Rebs                                 | Marcos Delia 10 rebotes              | Bill Greehey Arena, San Antonio |  |
| Icaro Parisotto 4 asistencias        | Asists                               | Juan Giaveno 3 asistencias           | Bill Greehey Arena, San Antonio |  |

| 29 de junio, 19:00                    | Estados Unidos                        | 122 - 89                              | Canadá                          |  |
| Reporte                               |                                       |                                       |                                 |  |
| Parciales: 37-10, 31-29, 32-22, 22-28 | Parciales: 37-10, 31-29, 32-22, 22-28 | Parciales: 37-10, 31-29, 32-22, 22-28 | Bill Greehey Arena, San Antonio |  |
| Austin Rivers 35 puntos               | Pts                                   | Lukusa Kabongo 32 puntos              | Bill Greehey Arena, San Antonio |  |
| Tony Mitchell 9 rebotes               | Rebs                                  | Lukusa Kabongo 7 rebotes              | Bill Greehey Arena, San Antonio |  |
| Kyrie Irving 7 asistencias            | Asists                                | Lukusa Kabongo 9 asistencias          | Bill Greehey Arena, San Antonio |  |

### Partido por el 3 lugar
| 30 de junio, 17:00                               | Canadá                                           | 86 - 83                                          | Argentina                       |  |
| Reporte                                          |                                                  |                                                  |                                 |  |
| Parciales: 10-15, 17-19, 18-18, 26-19; TE: 15-12 | Parciales: 10-15, 17-19, 18-18, 26-19; TE: 15-12 | Parciales: 10-15, 17-19, 18-18, 26-19; TE: 15-12 | Bill Greehey Arena, San Antonio |  |

### Final
| 30 de junio, 19:00                    | Estados Unidos                        | 81 - 78                               | Brasil                          |  |
| Reporte                               |                                       |                                       |                                 |  |
| Parciales: 22-15, 12-20, 24-28, 23-15 | Parciales: 22-15, 12-20, 24-28, 23-15 | Parciales: 22-15, 12-20, 24-28, 23-15 | Bill Greehey Arena, San Antonio |  |
| Kyrie Irving 21 puntos                | Pts                                   | Lucas Nogueira 22 puntos              | Bill Greehey Arena, San Antonio |  |
| Quincy Miller 12 rebotes              | Rebs                                  | Lucas Nogueira 14 rebotes             | Bill Greehey Arena, San Antonio |  |
| Kyrie Irving 5 asistencias            | Asists                                | Raulzinho Neto 3 asistencias          | Bill Greehey Arena, San Antonio |  |

| Estados Unidos         |
| Campeón Estados Unidos |
| Quinto Título          |

## Clasificación
| Posición | Equipo                         |
| -------- | ------------------------------ |
| 1        | Estados Unidos                 |
| 2        | Brasil                         |
| 3        | Canadá                         |
| 4        | Argentina                      |
| 5        | Uruguay                        |
| 6        | Puerto Rico                    |
| 7        | Islas Vírgenes Estadounidenses |
| 8        | México                         |

## Clasificados al Campeonato Mundial Sub-19 2011
| Bandera de Estados Unidos | Bandera de Brasil | Bandera de Canadá | Bandera de Argentina |
| Estados Unidos            | Brasil            | Canadá            | Argentina            |
| ------------------------- | ----------------- | ----------------- | -------------------- |